# 孙剑
孙剑（1976年10月30日—2022年6月14日），陕西西安人，计算机视觉专家，旷视科技首席科学家。

## 生平[1]
1977年出生于陕西西安，1993年考入西安交通大学。自言大三第一次接觸影象處理。1997年西安交大自动控制专业学士学位。2000年西安交大硕士学位。2003年西安交大模式识别与智能控制专业博士学位，同年加入微软亚洲研究院。2015-2016年任微軟（中國抑或美國待考）合夥人級研究主管。2016年7月，加入旷视科技任首席科学家。
2022年6月14日，旷视发布讣告，孙剑博士凌晨突发疾病抢救无效死亡。

## 微軟產品
- ResNet（最初是ImageNet轉移學習，ILSVRC-2015分類任務五項第一名，錯誤率3.5%）
- Faster R-CNN（2015年於End-to-End學習首次成功)

## 曠視產品
- 移動端CNN ShuffleNet、AI Brain++平臺（2020年於中關村論壇推出商業版，包括開源天元MegEngine框架、計算平臺MegCompute、數據平臺MegData，支持x86/CUDA/Arm/ASIC，有C++和Python接口）

## 圖像識別國際大賽
- 2015年，帶領微軟亞洲研究院團隊，獲得五項冠軍(ImageNet分類，檢測和定位，MS COCO檢測和分割)。
- 2017年ICCV（威尼斯），帶領曠視研究院團隊，和美國Google、Facebook、Microsoft競爭COCO&Places圖像理解國際大賽，獲三項冠軍(COCO物體檢測、人體關鍵點，Places物體分割)。

## 荣誉
- 2009年，CVPR最佳论文：Single Image Haze Removal Using Dark Channel Prior（“去霧”）。
- 2010年，《麻省理工科技評論》35岁以下科技创新领军人物。
- 2016年，CVPR最佳论文：Deep Residual Learning for Image Recognition（波士頓）。
- 2019年1月21日，西安交通大學人工智慧學院成立，出任第一任院長。
- 2023年 未来科学大奖[5]